# Filmmaker (rivista)
Filmmaker è una rivista a pubblicazione trimestrale statunitense specializzata nelle questioni relative al cinema indipendente.
Fondata nel 1992 da Karol Martesko-Fenster, Scott Macaulay e Holly Willis, è pubblicata dalla compagnia Independent Feature Project (IFP), che opera nel campo dei film indipendenti.
Ogni anno, generalmente nel periodo estivo, la rivista pubblica una lista di 25 nomi (25 New Faces of Independent Film) in cui vengono segnalati i più promettenti attori, registi e produttori del cinema indipendente.